# SUSE Linux Enterprise Desktop
SUSE Linux Enterprise Desktop (SLED) はSUSEにより供給されるLinuxディストリビューションで、ビジネスマーケットをターゲットにしている。以前はNovell Linux Desktopという名で導入されていた。SLEDはデスクトップ用途をターゲットとしている。新しいメジャーバージョンは24-36ヶ月の間隔でリリースされ、マイナーバージョン（サービスパックと呼ばれる）は9-12ヶ月の間隔でリリースされる。SUSE Linux Enterprise DesktopなどのSUSE Linux Enterprise製品は、openSUSEコミュニティ製品よりも厳しいテストを受けている。このテストは、含まれるコンポーネントのうち成熟した安定版のみがテストをパスしてリリースされる企業製品となることを意図したものである。
SLEDの現在のバージョンは12であり、SUSE Linux Enterprise Serverや他のSUSE Linux Enterprise製品と同じコードベースから開発されている。SLEDにはいくつかのAdobe AcrobatやRealPlayerなどのプロプライエタリソフトウェアと同様に、Evolution 2.6やその他有名なオープンソースパッケージが多く含まれる。

## 歴史

### Novell Linux Desktop 9
Novell Linux Desktop (NLD) 9用にリリースされたサービスパック (Service Pack, SP) は数多く存在した。SP1は2005年2月11日にリリースされ、アップデートが多く含まれていた。その後SP2が2005年8月9日にリリースされ、2004年8月以降にリリースされたアップデートとバグフィックスが全て含まれていた。SP3は2005年12月22日にリリースされた。

## ベーシックオフィスワーカー
デスクトップLinuxは支持者にとって重要なコミュニティは成長していったが、一般的にはビジネス界に採用されなかった。通常、ほとんどのディストリビューションベンダーはLinuxのサーバサイドに専念しており、サーバサイドではLinuxプラットフォームが急速に採用されるようになっていた。デスクトップLinuxは技術的ワークステーション（主にCAD、EDA、およびソフトウェア工学）や「据え置き機能」システム（データエントリワークステーションやキオスクなど）に注力され続けていた。
SLED 10で、ノベルはベーシックオフィスワーカーのニーズを満たすことに注力し、SLEDをMicrosoft Windowsの競争相手と位置づけることで、より幅広い範囲の法人ユーザー用の機能への焦点を増やしていった。本文脈ではベーシックオフィスワーカーを、オフィススイート、コラボレーションクライアント、ウェブブラウザ、およびインスタントメッセージなどの基本的なデスクトップ機能を必要とするユーザーとして定義する。ノベルはこれらのコンポーネントを、Microsoft Officeデータファイル、Active DirectoryおよびGroupWiseまたはMicrosoft Exchange Serverコラボレーションシステムといった既存のエンタープライズインフラとうまく共存できるよう注力することで、基本的なデスクトップ機能のニーズに応えようとした。
SLED 10はMac OS X v10.4のSpotlightに似たBeagleデスクトップ検索ツールも含んでいた。XglとCompizのサポートにより、（Exposéと類似した）「アプリケーションタイリング」のような様々な進化をしたグラフィック効果を、ユーザインタフェースに与えることが可能となる。その他の特徴として、Linux初心者がコンピュータへデジタルカメラを接続しやすいことや、Helix Bansheeを使ってMP3のようなオーディオファイルを再生しやすいことなどが挙げられる。

## 革新
SUSE Linux Enterprise Desktopにおけるノベルの作業は、Linuxデスクトップにいくつかの新しいオープンソース機能をもたらした。

### デスクトップ効果

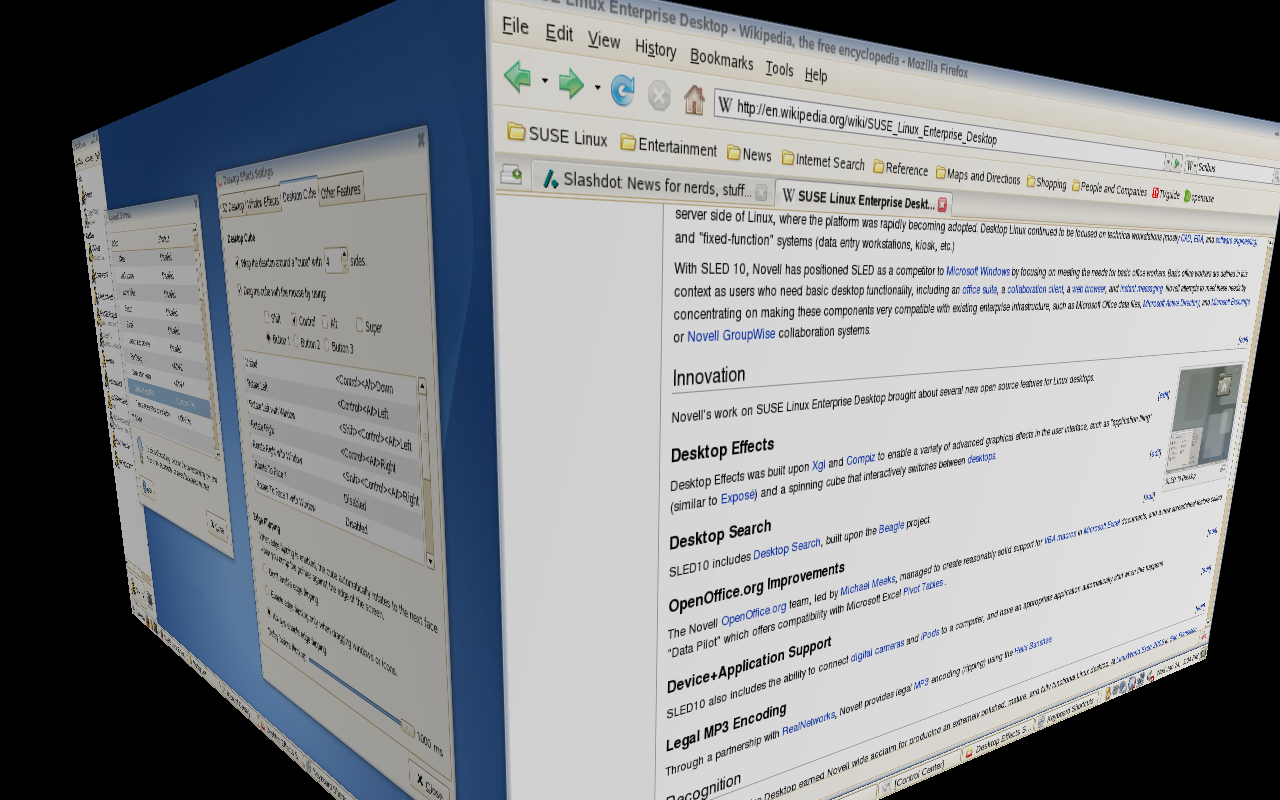
XGL

デスクトップ効果はXglとCompiz上にビルドされ、（Exposéと類似した）「アプリケーションタイリング」や、デスクトップをインタラクティブに切り替える回転する立法体のような、様々な進化したグラフィック効果をユーザインタフェースに与えることを可能となった。

### デスクトップ検索
SLED10にはBeagleプロジェクト上にビルドされたデスクトップ検索が含まれる。

### OpenOffice.orgの改善
Michael Meeksが率いたノベルのOpenOffice.orgチームは、Microsoft ExcelドキュメントのVBAマクロへの充実したサポートと、"Data Pilot" と呼ばれる新しいスプレッドシート機能の作成を管理した。

### デバイスおよびアプリケーションサポート
SLED10には、コンピュータへデジタルカメラやiPodを接続できるようにする機能が含まれており、接続が発生した場合に適切なアプリケーションを自動的に開始する。

### 合法的なMP3エンコーディング
リアルネットワークスとのパートナーシップを通じて、ノベルはHelix Bansheeを使った合法的なMP3エンコーディング（リッピング）を提供する。

## 承認
ノベルは非常に洗練され、成熟し、そして完全に機能するLinuxデスクトップであるSUSE Linux Enterprise Desktopを生み出したため、幅広く賞賛された。サンフランシスコのLinuxWorld Expo 2006で、SUSE Linux Enterprise DesktopはBest of ShowとBest Desktop Solutionの両方を受賞した。後にInfoWorldから2007年1月にTechnology of the Year awardの "Best Linux Desktop" を与えられた。

## 関連人物
SUSE Linux Enterprise Desktop 10におけるノベルの努力は、Ximianの2人の創設者のうちの1人であるナット・フリードマンによって率いられた。ナットは製品マネージャであるGuy Lunardiと技術マネージャであるKelli Frameと共に、以前はXimianやSUSE開発者であった人々のホストにより支援された。

### 派生
| ディストリビューション | デスクトップ     | 備考 |
| ---------------------- | ---------------- | --- |
| Tinysoft.com           | GNOME および KDE | NelsonOSから分離した、東洋のFOSSやハードウェアベンダー向けの軽量エンタープライズOSディストリビューション |

## パートナーシップ
ヒューレット・パッカードは、自社ブランドとコンパックブランドの両方でSLED 11をプリインストールしたノートブックを提供した。Micro-Star InternationalはSLED 10がプリインストールされたMSI Wind Netbookを提供した。サン・マイクロシステムズは以前、SLEDをJava Desktop SystemのLinuxバージョンの基盤として認可していた。